# Patrick Matasi
Patrick Musotsi Matasi (11 dicembre 1987) è un calciatore keniota, portiere del Tusker e della Nazionale keniota.

## Carriera

### Nazionale
Ha esordito con la Nazionale keniota il 23 marzo 2017 disputando l'amichevole pareggiata 1-1 contro l'Uganda.
È stato convocato per disputare la Coppa d'Africa 2019.
Durante la partita contro l'Egitto il 14/11/2019 per la Coppa d'Africa subisce un grave infortunio calciando il pallone al minuto 5' su rimessa dal fondo. Viene sostituito nel minuto 10' da secondo portiere B.Bwire.